# Nokia N95 8GB

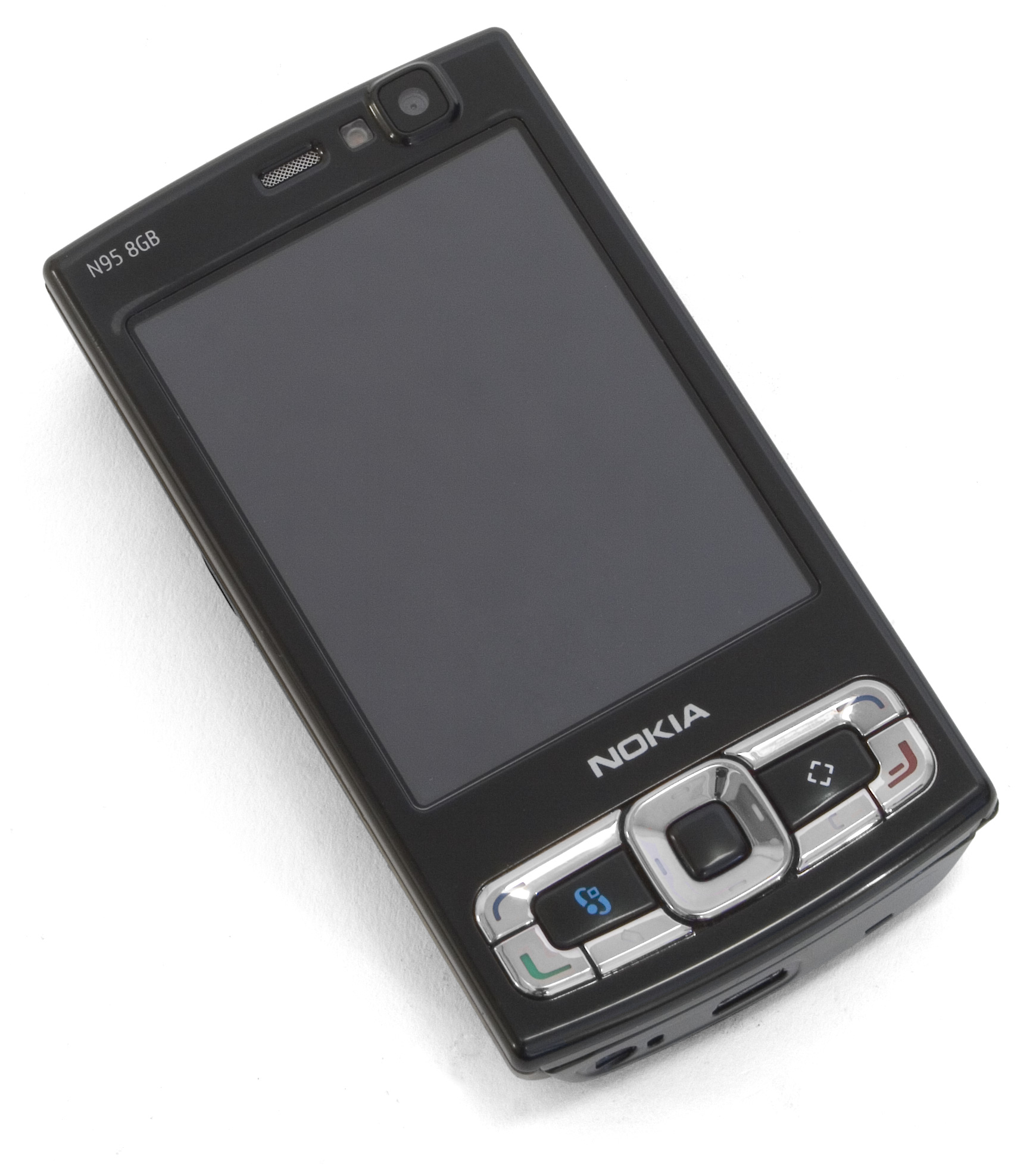
Một chiếc điện thoại Nokia N95 (8GB)

Nokia N95 (8GB) là 1 hậu duệ của smartphone N95 cũng với cùng kích cỡ, cùng tính năng nhưng điểm nổi bật khiến N95 (8GB) hơn hẳn anh trai của mình là bộ nhớ flash cực "khủng" và lớp áo nâu đen trông rất nam tính.

## Tổng quan
Chiếc điện thoại N95 (8GB) này chạy trên nền tảng của hệ điều hành Symbian OS 9.2 S60, vì bộ nhớ thuộc khủng nên camera của nó cũng không phải tay vừa
Máy ảnh chính của N95 (8GB) có độ phân giải lên tới 5 Megapixel với sự hỗ trợ của ống kính Carl Zeiss, đèn Flash và Autofocus. Còn máy ảnh phụ nằm ngay phía trước có công dụng như 1 webcam khi chat, với độ phân giải CIF
Ở Nokia N95 (8GB), có thể xem phim cực đỉnh với Video Center. Những chức năng cũng không kém phần thú vị ở N95 hậu duệ này là: A-GPS (định vị toàn cầu), WLAN (lướt web không dây-Wifi), 3G.

## Tính năng nổi bật
Băng tần:
GSM 850/900/1800/1900

HSDPA 2100 MHz 

Công bố: tháng 8 năm 2007
Kích thước: 99x53x21 mm 
Thể tích: 96 cc
Trọng lượng: 128 gram
Màn hình: Loại TFT, 16 triệu màu, độ phân giải QVGA, kích thước 2.8 inch
Camera: 5.0 megapixel, autofocus, flash LED; video VGA 30fps, ống kính Carl Zeiss
Khả năng kết nối: Wi-Fi 802.11 b/g, công nghệ uPnP, A-GPS, GPRS class 32, EDGE class 32, Bluetooth 2.0 A2DP, USB, Hồng ngoại, HSCSD.
N95 (8GB) xem được cả những định dạng video mà chỉ có trên máy tính cá nhân (PC) như AVI
Jack cắm 3,5mm và tùy chọn equalizer để việc nghe nhạc sống động hơn.

Phần cứng:
OS: Symbian OS 9.2, S60 rel. 3.1
CPU: Dual ARM 11 332 MHz; card đồ họa 3D; RAM 128MB
Pin chuẩn: Li-Ion BL-6F (1200mAh)